# 임계원둘레
임계원둘레는 다음 경우에 사용된다.
- 임계원둘레는 반지름이 슈바르츠실트 반지름인 천체의 원둘레이다.
- 임계원둘레는 탈출속도가 {\displaystyle c}(광속)인 천체의 원둘레이다.